# NGC 12
NGC 12 é uma galáxia espiral barrada (SBc) localizada na direcção da constelação de Pisces. Possui uma declinação de +04° 36' 44" e uma ascensão recta de 0 horas, 08 minutos e 44,8 segundos.
A galáxia NGC 12 foi descoberta em 6 de Dezembro de 1790 por William Herschel.